# Djubaka
Djubaka, pseudonyme de Julien Deflisques, est un programmateur musical de radio,. Il exerce aussi certaines activités de création artistique sous les pseudonymes Djub ou Mr Djub,, et il forme avec sa compagne Anne Richard le « duo d'activistes » Anne et Julien.

## Biographie
Il naît en 1968 à Romainville.
Se revendiquant autodidacte après avoir quitté sa scolarité à 16 ans (il se dit « fâché avec l'école »), en 1993, alors qu'il vient présenter à France Inter le livre Attitude rock’n’roll, co-écrit avec sa compagne Anne Richard, il se voient tous les deux proposer de tenir une chronique, qu'ils feront sous le nom d’« Anne et Julien » dans l’émission Alternatives, de Laurence Pierre.
Au début des années 2000 il devient programmateur musical sur France Inter,. Il se dit « viscéralement attaché à cette radio ». Il explique à Télérama à quel point il s'adapte à chaque type d'émission: « Je peux faire trois émissions différentes dans la même journée, et chaque fois mon travail est différent. Je ne m’ennuie jamais. »
En parallèle à son activité radiophonique, il réalise des collages qu'il présente dans des expositions.
Avec sa compagne Anne, journaliste spécialisée en musique, BD et cultures alternatives, ils créent en 2010 la revue Hey! consacrée aux subcultures,, et ils publient plusieurs ouvrages signés « Anne et Julien ».

## Ouvrages principaux
- Anne et Julien (ill. Hippolyte Romain), Attitude rock'n roll, Paris, Calmann-Lévy, 1993, 143 p. (ISBN 2702122078, OCLC 463669153, BNF 35565031)
- Anne et Julien, Le guide du rock : les 500 CD indispensables, Paris, Éditions Hors collection - Solar, 1994, 475 p. (ISBN 9782258038868, OCLC 417161543, BNF 35741730)
- Anne et Julien, Téléphone, Paris, Éditions Hors collection, 1995, 80 p. (ISBN 2258040744, OCLC 1254814669, BNF 35795711, présentation en ligne)
- Anne et Julien (ill. Jean-Claude Denis), The rock files : le rock dans tous ses excès, Paris, Éditions Hors collection, 1997, 219 p. (ISBN 9782258045026, OCLC 465626500, BNF 36165162)
- (fr + en) Anne et Julien et Diane Valembois, Miyazaki, Moebius : 2 artistes dont les dessins prennent vie : exposition du 1er décembre 2004 au 13 mars 2005 (catalogue d'exposition), Paris, BVI-France, 2004, 108 p. (OCLC 469394566, BNF 40014001)
- (fr + en) Anne et Julien, Hey!, modern art & pop culture (Revue trimestrielle), Roubaix, Ankama Éditions (1re éd. 2010) (ISSN 2118-2515)[12]
- Rosita Warlock (texte) et Mr Djub (illustrations), Les mondes promis, Montreuil, Rackham, 2010, 128 p. (ISBN 9782878271317, OCLC 762754957, BNF 42177275, présentation en ligne)[13],[14]
- Anne et Julien, Sébastien Galliot et Pascal Bagot, Tatoueurs, tatoués : [exposition, Paris, Musée du quai Branly, 6 mai 2014-18 octobre 2015] (catalogue d'exposition), Arles, Actes Sud, 2014, 303 p. (ISBN 9782330021481, OCLC 878520410, BNF 43866440)

## Expositions

### À titre individuel
- 2021-2022, galerie Les Yeux Fertiles : collages[8],[15]

### En tandem avec sa compagne Anne
- 2004-2005, Artludik, musée de la Monnaie de Paris : exposition Mœbius/Miyazaki[12]
- 2014-2015, musée du Quai Branly : commissaires de l'exposition « Tatoueurs, tatoués »[16],[12], qui totalise plus de 700 000 entrées[17]